# Centerville (Missouri)
Centerville – miasto w Stanach Zjednoczonych, w stanie Missouri, siedziba administracyjna hrabstwa Reynolds.